# María Dolores Marcos Moyano
María Dolores Marcos Moyano (27 de diciembre de 1957) es una política española, diputada por Cáceres en el Congreso durante las XI, XII y  XIV legislaturas.

## Biografía
Entre 2003 y 2007 fue concejala del Ayuntamiento de Plasencia. En las elecciones municipales de 2011 se presentó nuevamente en la lista del Partido Popular, encabezada por Fernando Pizarro, donde ocupó el cargo de primer teniente de alcalde. También entre 2011 y 2015 fue diputada en el Parlamento de Extremadura. En las elecciones generales de 2015 ocupó el segundo puesto en la lista del PP por Cáceres, detrás de Carlos Floriano, y fue elegida diputada. En 2016 fue reelegida para la XII legislatura. En marzo de 2023 tomó posesión como diputada de la XIV legislatura.